# Da Afghanistan Bank
Da Afghanistan Bank (en pachto : دافغانستان بانک ; en dari : بانک مرکزی افغانستان) est la banque centrale de l'Afghanistan.Elle réglemente toutes les transactions bancaires et monétaires en Afghanistan. Fondée en 1939, la banque est entièrement détenue par l'État. Elle participe activement à l'élaboration de politiques visant à promouvoir l'inclusion financière et est membre de l'Alliance pour l'inclusion financière.
Da Afghanistan Bank compte actuellement environ 52 succursales dans tout le pays, dont sept à Kaboul, où se trouve également son siège social.
Depuis août 2024, les clients individuels ne peuvent pas retirer plus de 150 000 afghanis (2 000 dollars) par semaine,.
Sous le régime des Taliban, les impôts sont versés directement à la banque centrale, et la politique interdit aux agents du fisc de manipuler directement l'argent des impôts.

## Saisie d'actifs basés aux États-Unis
la banque possédait environ 7 milliards de dollars d'actifs détenus à la Réserve fédérale de New York.
Après la prise du pouvoir par les talibans en 2021, un groupe d'environ 150 proches de victimes des attentats du 11 septembre a tenté d'utiliser un jugement rendu dans l'affaire Havlish contre Ben Laden, au Tribunal de district sud de New York, pour prendre le contrôle de ces actifs, affirmant qu'ils appartenaient désormais légalement aux talibans et pouvaient donc être utilisés pour indemniser les familles des victimes du 11 septembre.
Après une période de délibération, l'administration Biden a accédé à la demande, divisant les actifs en deux moitiés: l'une serait attribuée aux plaignants à titre de dommages et intérêts potentiels, et l'autre servirait à créer un fonds fiduciaire destiné à « soutenir les besoins du peuple afghan », mais auquel le gouvernement taliban n'aurait pas accès,.
Le 26 août 2022, un juge a recommandé de ne pas accorder de dommages et intérêts car la banque est « immunisée contre toute juridiction » et qu'elle « reconnaîtrait » les talibans comme le gouvernement afghan légitime. Le 21 février 2023, la demande des proches a été rejetée, le juge George Daniels déclarant qu'il était « constitutionnellement empêché » d'autoriser l'accès aux fonds.